# Bataille d'Upperville
Guerre de Sécession
Batailles
Campagne de Pennsylvanie
- Franklin's Crossing
- Brandy Station
- 2e Winchester
- Aldie
- Middleburg
- Upperville
- 2e Fairfax Court House
- Corbit's Charge (en)
- Hanover
- Sporting Hill
- Carlisle
- Gettysburg
- Retraite de Gettysburg
- Fairfield
- Monterey
- Williamsport
- Boonsboro
- Funkstown
- Manassas Gap

La bataille d'Upperville est une bataille de la guerre de Sécession qui s'est déroulée dans le comté de Loudoun en Virginie le 21 juin 1863 pendant la campagne de Gettysburg.

## Contexte
La cavalerie de l'Union fait un effort déterminé pour percer l'écran de cavalerie du major général confédéré J.E.B. Stuart. Stuart mène une série de combats de retardement dans la vallée de Loudoun (en), espérant empêcher la cavalerie du général de l'Union Alfred Pleasonton de localiser le corps principal de l'armée de Virginie du Nord de Robert E. Lee, dont la majeure partie est dans la vallée de Shenandoah juste à l'ouest de la petite ville d'Upperville. Stuart a ralenti les fédéraux lors des combats à Aldie et à la bataille de Middleburg, utilisant les ravines, les ruisseaux, et les murs de pierres à son avantage alors qu'il se retirait lentement vers l'ouest. Il fait une autre halte résolue près d'Upperville et réussit à empêcher la cavalerie fédérale d'entrer dans la vallée de la Shenandoah.

## Goose Creek
À la suite des combats à Middleburg le 19 juin 1863, une puissante tempête a détrempé la vallée de Loudoun, terminant six semaines de sécheresse. Sous le déluge, la brigade de cavalerie confédérée de Wade Hampton a renforcé J.E.B. Stuart, et est déployée près de la brigade de Beverly H. Robertson le long de la route à péage d'Ashby's Gap. La brigade de John R. Chambliss (en) se déplace vers le nord et rejoint "Grumble" Jones (en) près de Unison, Virginie (en). La brigade de Thomas T. Munford (en) est encore plus au nord, gardant l'accès à Snickersville Gap. Les rangers francs-tireurs de John Mosby explorent les positions de l'Union et fournissent beaucoup de renseignements attendus sur leurs mouvements.
Le commandant de la cavalerie de l'Union Alfred Pleasonton, frustré par l'excellente utilisation de la cavalerie démontée cachée derrière les murs de pierres, demande le 20 juin 1863 et obtient le soutien du l'infanterie du Ve corps de George G. Meade. Pleasonton n'a pas encore localisé le corps principal de Lee, un objectif que le département à la guerre continue de lui demander d'atteindre. Essayant de pousser Stuart en dehors de ses positions, Pleasonton envoie la brigade de Judson Kilpatrick le long de la route à péage d'Ashby's Gap, soutenue par la brigade d'infanterie du colonel Strong Vincent, avec la division de cavalerie de David McM. Gregg en réserve. La division de John Buford essayera de tourner le flanc.

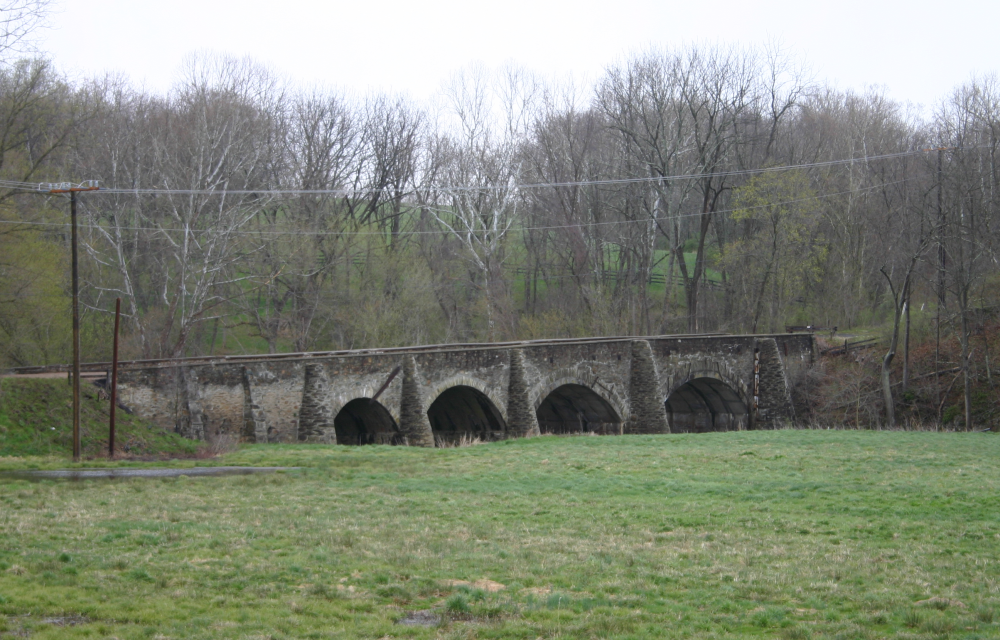
Le pont de Goose Creek dans le comté Loudoun, Virginie, au nord de la route U.S. 50, à l'est d'Upperville.

Stuart, déterminé à permettre à ses hommes fatigués de se reposer en ce dimanche, n'y parvient pas puisque l'artillerie fédérale ouvre le feu sur ses positions vers 8 heures  le 21 juin 1863. Après avoir initialement contenu la cavalerie de Kilpatrick, Stuart, utilisant avec efficacité les murs de pierres et les ruisseaux, commence à se retirer sous la pression de l'infanterie. Il fait une halte à l'ouest du hameau de Rector's Crossroads le long du pont de pierre (en) au-dessus de Goose Creek, où pendant deux heures il est capable de résister aux attaques fédérales de la cavalerie montée, et au 16th Michigan Infantry, qui envoie des tirailleurs et des tirailleurs d'élite en avant pour éliminer les artilleurs confédérés.
Face aux soldats de l'Union qui avancent, les artilleurs confédérés attellent  leurs canons et partent, mais un canon Blakely (en) se renverse alors que son équipage se dépêche de quitter les lieux. Les canons sont pris, la première pièce d'artillerie perdue par la cavalerie de Stuart. Néanmoins, avec deux canons rapidement mis hors d'usage, Stuart se retire et se dirige vers l'ouest en direction d'Upperville, menant encore des combats de retardement lorsque c'est possible.

## Upperville
La colonne fédérale de John Buford a été déviée pour attaquer le nouveau flanc gauche confédéré près d'Upperville, pendant que les brigades de J. Irvin Gregg (en) et de Judson Kilpatrick avancent de l'est le long de la route à péage d'Ashby's Gap. Buford rencontre rapidement les brigades confédérées de « Grumble » Jones et de Chambliss, qui escortent le train de ravitaillement de Stuart juste au nord d'Upperville, et attaque. Pendant ce temps, les troupes de Kilpatrick attaquent Hampton et Robertson sur une ligne de crête à l'est de Upperville connue sous le nom de Vineyard Hill. Certains cavaliers de l'Union parviennent au village avant d'être repoussés.
Après un combat monté intense, Stuart se retire finalement pour se placer sur une solide position défensive à Ashby's Gap, alors même que l'infanterie confédérée commencer à traverser le fleuve Potomac dans le Maryland. Alors que les escarmouches de cavalerie diminuent les jours suivants, Stuart prend une décision fatidique de frapper à l'est et de contourner l'armée de l'Union alors qu'elle marche vers Gettysburg.
Upperville est significative par le fait que les tactiques de retardement réussies de Stuart ont empêché Pleasonton de faire une évaluation précise de la localisation des divisions d'infanterie de Lee, privant ainsi les fédéraux de renseignements valables sur l'emplacement et les objectifs de leurs ennemis.